# Купче
Купче (укр. Купче) — село в Бусской городской общине Золочевского района Львовской области Украины.
Население по переписи 2001 года составляло 488 человек. Занимает площадь 1,703 км². Почтовый индекс — 80514. Телефонный код — 3264.